# Yadier Molina
Yadier Benjamin Molina (ur. 13 lipca 1982) – portorykański baseballista występujący na pozycji łapacza w St. Louis Cardinals.

## Przebieg kariery
Molina został wybrany w 2000 roku w czwartej rundzie draftu przez St. Louis Cardinals i początkowo grał w klubach farmerskich tego zespołu, między innymi w Memphis Redbirds, reprezentującym poziom Triple-A. W Major League Baseball zadebiutował 3 czerwca 2004 w meczu przeciwko Pittsburgh Pirates, w którym zaliczył dwa uderzenia (w tym double) i zdobył runa. W 2006 zagrał we wszystkich meczach World Series, w których Cardinals pokonali Detroit Tigers 4–1. W 2008 po raz pierwszy otrzymał Złotą Rękawicę, zaś rok później po raz pierwszy wystąpił w Meczu Gwiazd.
5 kwietnia 2010 w spotkaniu z Cincinnati Reds zdobył grand slama, jednocześnie stając się trzecim zawodnikiem w historii klubu, który dokonał tego osiągnięcia w meczu otwarcia sezonu zasadniczego. W sezonie 2011 zdobył mistrzowski tytuł po raz drugi; w World Series Cardinals wygrali z Texas Rangers 4–3. W marcu 2012 podpisał nowy, pięcioletni kontrakt wart 75 milionów dolarów. W tym samym roku w głosowaniu do nagrody MVP National League zajął 4. miejsce za Andrew McCutchenem z Pittsburgh Pirates, Ryanem Braunem z Milwaukee Brewers i Busterem Poseyem z San Francisco Giants.
W marcu 2013 był w składzie reprezentacji Portoryko na turnieju World Baseball Classic, na którym zdobył srebrny medal. W tym samym roku po raz pierwszy otrzymał nagrodę Silver Slugger Award. W 2018 otrzymał za działalność charytatywną nagrodę Roberto Clemente Award.

## Nagrody i wyróżnienia
| Nagroda/wyróżnienie         | Lata                                                 | Źródło                             |
| 9× All-Star                 | 2009, 2010, 2011, 2012, 2013, 2014, 2015, 2017, 2018 | [ 1 ]                              |
| 9× Gold Glove Award         | 2008, 2009, 2010, 2011, 2012, 2013, 2014, 2015, 2018 | [ 5 ]                              |
| Silver Slugger Award        | 2013                                                 | [ 11 ]                             |
| 2× zwycięzca w World Series | 2006, 2011                                           | [ 4 ] [ 4 ]                        |
| 5× Fielding Bible Award     | 2007, 2008, 2009, 2010, 2010                         | [ 13 ] [ 14 ] [ 15 ] [ 16 ] [ 17 ] |
| Roberto Clemente Award      | 2018                                                 | [ 12 ]                             |